# سيباستيان (فلوريدا)
سيباستيان (بالإنجليزية: Sebastian)‏ هي مدينة أمريكية تقع في ولاية فلوريدا. تبلغ مساحة هذه المدينة 35.1 (كم²)،ويبلغ عدد سكانها 22371 نسمة حسب إحصاء سنة 2010 م 22371.تشير إحصاءات سنة 2000م بأن الكثافة السكانية في هذه المدينة تقدر بـ(461) نسمة/كم2 

## التركيبة السكانية
حدّد مكتب تعداد الولايات المتحدة بيانات التركيبة السكانية لسيباستيان في تعداد الولايات المتحدة. في ما يلي، التركيبة السكانية حسب تعدادي 2000 و2010.

### تعداد عام 2000
بلغ عدد سكان سيباستيان 16,181 نسمة بحسب تعداد عام 2000، وبلغ عدد الأسر 6,844 أسرة وعدد العائلات 5,043 عائلة مقيمة في المدينة. في حين سجلت الكثافة السكانية 420.9 نسمة لكل كيلومتر مربع (1,090.1/ميل2). وبلغ عدد الوحدات السكنية 7,287 وحدة بمتوسط كثافة قدره 189.6 لكل كيلومتر مربع (491.1/ميل2).
وتوزع التركيب العرقي للمدينة بنسبة 93.66% من البيض و3.18% من الأمريكيين الأفارقة و0.24% من الأمريكيين الأصليين و0.74% من الأمريكيين ذوي الأصول الآسيوية و0.95% من الأعراق الأخرى و1.23% من عرقين مختلطين أو أكثر و3.86% من الهسبانيون أو اللاتينيون من أي عرق.
بلغ عدد الأسر 6,844 أسرة كانت نسبة 27% منها لديها أطفال تحت سن الثامنة عشر تعيش معهم، وبلغت نسبة الأزواج القاطنين مع بعضهم البعض 61.5% من أصل المجموع الكلي للأسر، ونسبة 9.2% من الأسر كان لديها معيلات من الإناث دون وجود شريك، بينما كانت نسبة 3% من الأسر لديها معيلون من الذكور دون وجود شريكة وكانت نسبة 26.3% من غير العائلات. تألفت نسبة 21.6% من أصل جميع الأسر من عدة أفراد يعيشون في نفس المنزل ونسبة 12.2% كانت تتألف من شخص يعيش بمفرده يبلغ من العمر 65 عاماً أو أكثر. وبلغ متوسط حجم الأسرة المعيشية 2.36، أما متوسط حجم العائلات فبلغ 2.72.
بلغ العمر الوسطي للسكان 46.9 عاماً. وكانت نسبة 20.2% من القاطنين تحت سن الثامنة عشر، وكانت نسبة 4.8% بين الثامنة عشر والرابعة والعشرين عاماً، ونسبة 22.4% كانت واقعةً في الفئة العمرية ما بين الخامسة والعشرين والرابعة والأربعين عاماً، ونسبة 24.7% كانت ما بين الخامسة والأربعين والرابعة والستين، ونسبة 27.9% كانت ضمن فئة الخامسة والستين عاماً فما فوق. يوجد لكل 100 أنثى 92.1 ذكر، ويوجد لكل 100 أنثى في الثامنة عشر من عمرها فما فوق 88.8 ذكر.
بلغ متوسط دخل الأسرة في المدينة 39,327 دولارًا، أما متوسط دخل العائلة فبلغ 43,044 دولارًا. وكان متوسط دخل الذكور 30,787 دولارًا مقابل 23,936 دولارًا للإناث. وسجل دخل الفرد الخاص بالمدينة 19,111 دولارًا. وكانت نسبة 4.8% من العائلات ونسبة 6.3% من السكان تحت خط الفقر، وكان من هؤلاء نسبة 10.1% تحت سن الثامنة عشر ونسبة 5% في الخامسة والستين من العمر وما فوق.

### تعداد عام 2010
بلغ عدد سكان سيباستيان 21,929 نسمة بحسب تعداد عام 2010، وبلغ عدد الأسر 9,508 أسرة وعدد العائلات 6,462 عائلة مقيمة في المدينة. في حين سجلت الكثافة السكانية 570.5 نسمة لكل كيلومتر مربع (1,477.6/ميل2). وبلغ عدد الوحدات السكنية 10,815 وحدة بمتوسط كثافة قدره 281.3 لكل كيلومتر مربع (728.6/ميل2).
وتوزع التركيب العرقي للمدينة بنسبة 90.50% من البيض و5.27% من الأمريكيين الأفارقة و0.21% من الأمريكيين الأصليين و1.15% من الأمريكيين ذوي الأصول الآسيوية و0.03% من سكان جزر المحيط الهادئ و1.24% من الأعراق الأخرى و1.60% من عرقين مختلطين أو أكثر و6.95% من الهسبانيون أو اللاتينيون من أي عرق.
بلغ عدد الأسر 9,508 أسرة كانت نسبة 24.3% منها لديها أطفال تحت سن الثامنة عشر تعيش معهم، وبلغت نسبة الأزواج القاطنين مع بعضهم البعض 54.1% من أصل المجموع الكلي للأسر، ونسبة 10.1% من الأسر كان لديها معيلات من الإناث دون وجود شريك، بينما كانت نسبة 3.7% من الأسر لديها معيلون من الذكور دون وجود شريكة وكانت نسبة 32% من غير العائلات. تألفت نسبة 26.2% من أصل جميع الأسر من عدة أفراد يعيشون في نفس المنزل ونسبة 14.2% كانت تتألف من شخص يعيش بمفرده يبلغ من العمر 65 عاماً أو أكثر. وبلغ متوسط حجم الأسرة المعيشية 2.30، أما متوسط حجم العائلات فبلغ 2.75.
بلغ العمر الوسطي للسكان 50.1 عاماً. وكانت نسبة 18.3% من القاطنين تحت سن الثامنة عشر، وكانت نسبة 5.9% بين الثامنة عشر والرابعة والعشرين عاماً، ونسبة 18.2% كانت واقعةً في الفئة العمرية ما بين الخامسة والعشرين والرابعة والأربعين عاماً، ونسبة 31.4% كانت ما بين الخامسة والأربعين والرابعة والستين، ونسبة 26.3% كانت ضمن فئة الخامسة والستين عاماً فما فوق. وتوزع التركيب الجنسي للسكان بنسبة 47.6% ذكور و52.4% إناث.

## المناخ
يظهر الجدول التالي التغييرات المناخية على مدار السنة لسيباستيان:
| البيانات المناخية لـسيباستيان     | البيانات المناخية لـسيباستيان | البيانات المناخية لـسيباستيان | البيانات المناخية لـسيباستيان | البيانات المناخية لـسيباستيان | البيانات المناخية لـسيباستيان | البيانات المناخية لـسيباستيان | البيانات المناخية لـسيباستيان | البيانات المناخية لـسيباستيان | البيانات المناخية لـسيباستيان | البيانات المناخية لـسيباستيان | البيانات المناخية لـسيباستيان | البيانات المناخية لـسيباستيان | البيانات المناخية لـسيباستيان |
| الشهر                             | يناير                         | فبراير                        | مارس                          | أبريل                         | مايو                          | يونيو                         | يوليو                         | أغسطس                         | سبتمبر                        | أكتوبر                        | نوفمبر                        | ديسمبر                        | المعدل السنوي                 |
| --------------------------------- | ----------------------------- | ----------------------------- | ----------------------------- | ----------------------------- | ----------------------------- | ----------------------------- | ----------------------------- | ----------------------------- | ----------------------------- | ----------------------------- | ----------------------------- | ----------------------------- | ----------------------------- |
| متوسط درجة الحرارة الكبرى °ف (°م) | 73 (23)                       | 74 (23)                       | 77 (25)                       | 80 (27)                       | 85 (29)                       | 88 (31)                       | 89 (32)                       | 89 (32)                       | 87 (31)                       | 83 (28)                       | 77 (25)                       | 73 (23)                       | 81 (27)                       |
| متوسط درجة الحرارة الصغرى °ف (°م) | 54 (12)                       | 56 (13)                       | 59 (15)                       | 64 (18)                       | 68 (20)                       | 72 (22)                       | 74 (23)                       | 74 (23)                       | 74 (23)                       | 69 (21)                       | 62 (17)                       | 56 (13)                       | 65 (18)                       |
| الهطول إنش (مم)                   | 2.1 (53)                      | 2.2 (56)                      | 3.5 (89)                      | 3.5 (89)                      | 3.6 (91)                      | 5.1 (130)                     | 5.8 (150)                     | 6.0 (150)                     | 9.1 (230)                     | 7.1 (180)                     | 2.4 (61)                      | 1.6 (41)                      | 52 (1٬320)                    |
| المصدر: Weatherbase               |                               |                               |                               |                               |                               |                               |                               |                               |                               |                               |                               |                               |                               |

## أعلام
- جيم غاري
- كريستين أوكونور